# Fictief artikel
Een fictief artikel is een artikel in een encyclopedie of vergelijkbaar boekwerk dat een verzonnen onderwerp beschrijft. Een reden om één of meer fictieve artikelen op te nemen is het op het spoor proberen te komen van mogelijk plagiaat. Dergelijke fictieve artikelen zijn vaak biografieën. Ze zijn bij voorkeur moeilijk op te sporen.
Een ander woord voor een fictief artikel is nihilartikel. Het woord nihilartikel is begonnen als een spookwoord. Het dook voor het eerst op in de Duitse Wikipedia op 15 september 2003, in een bijdrage door een anonieme auteur.
In Duitsland is het verschijnsel 'fictief artikel' beter bekend als 'U-Boot' (= 'onderzeeër').
- Een voorbeeld van een fictief artikel is Oranjegevoel, hetgeen opgenomen is in een Duits woordenboek. Het beschrijft een virus dat zich in Nederland snel verspreidt tijdens grote sportevenementen en ervoor zorgt dat het hele land oranje gekleurd wordt. Het virus zou voor buurlanden niet gevaarlijk zijn.[1]
- Een ander in wijde kring bekend voorbeeld is Apopudobalia, een zogenaamde sport in de Romeinse oudheid. In het eerste deel (1996) van de respectabele encyclopedie voor de klassieke oudheid, Der Neue Pauly (de moderne opvolger van de 84-delige A. Pauly, G. Wissowa & W. Kroll: Real-encyclopädie der classischen Altertumswissenschaft), was door tijdnood en publicatiedruk een als grapje voor de redactie zelf bedoelde bijdrage blijven staan, 'Apopudobalia', geschreven door de jeugdige classicus Mischa Meier. Bij nadere bestudering bleek het over voetbal te gaan, een sport waarvan pas op zijn vroegst in de middeleeuwen melding werd gemaakt (of althans een voorganger ervan).

Vergelijkbare, maar moedwillige fouten, zoals fictieve of foutief gespelde of geplaatste namen worden wel door cartografen in hun kaarten aangebracht, eveneens met de bedoeling plagiaat op te kunnen sporen. Dergelijke opzettelijke toevoegingen worden een trap street of copyright trap genoemd.